# 文公祠
文公祠是一座纪念清代大学士文煜（1808年—1884年）的祠堂，位于扬州市广陵区广陵路119号。现为扬州市文物保护单位。

## 歷史
建于清光绪十六年（1890年），祠堂占地约1360平方米，大殿硬山顶，面阔三间，进深七檩，脊高达8米，梁架有雕饰。廊接过亭内有八角藻井及彩绘。曾用作塑料厂生产车间。年久失修。